# Cesariewicz (1901)
Cesariewicz (ros. Цесаревич) – rosyjski pancernik generacji przeddrednotów z początku XX wieku, zbudowany we Francji, od 1917 nazwany „Grażdanin” (Гражданин). Uczestniczył w walkach pod Port Artur podczas wojny rosyjsko-japońskiej, będąc jednym z dwóch najsilniejszych okrętów rosyjskiej eskadry, a następnie w I wojnie światowej.

## Projekt i budowa
Daty do 1905 roku w kalendarzu juliańskim (starego stylu), po ukośniku w gregoriańskim
Na przełomie XIX i XX wieku Cesarstwo Wielkiej Japonii przystąpiło do rozbudowy floty, zamawiając sześć nowoczesnych pancerników w Wielkiej Brytanii i stając się zagrożeniem dla rosyjskich interesów na Dalekim Wschodzie. W celu odzyskania przewagi, oprócz realizowanego już programu budownictwa okrętowego z 1895 roku, car Mikołaj II zatwierdził 23 lutego 1898 roku nowy program budowy okrętów „dla potrzeb Dalekiego Wschodu”. Podjęto w tym celu prace nad wyborem standardowego typu pancernika, narzucając jednakże ograniczenie jego wyporności do 12 000 ton, mimo że najnowsze japońskie pancerniki sięgały 15 000 ton, co pozwalało na zastosowanie siłowni o większej mocy, i co proponował bezskutecznie także admirał I. Skrydłow. Wymogiem było zwiększenie prędkości w stosunku do starszych jednostek do 18 węzłów, natomiast uzbrojenie pozostało typowe, z czterech dział kalibru 305 mm. Procedurę wyboru projektu nadzorował i wymagania formułował Morski Komitet Techniczny (MTK) Ministerstwa Morskiego. Rosyjski Zakład Bałtycki, starający się wcześniej już uzyskać zamówienie, przedstawił 24 marca 1898 roku na polecenie MTK cztery projekty rozwinięcia pancerników typu Pierieswiet z działami kalibru zwiększonego do 305 mm, o wyporności 12 700 – 13 000 ton. Niespodziewanie o budowę okrętów dla Rosji zaczęła aktywnie zabiegać amerykańska stocznia William Cramp & Sons i już 11 kwietnia 1898 roku, poza postępowaniem konkursowym, doszło do zamówienia w USA pojedynczego udanego pancernika „Retwizan”. Mimo zaakceptowania projektu Crampa oraz złożenia projektów Zakładu Bałtyckiego i głównego inżyniera portu w Petersburgu D. Skworcowa, na początku czerwca 1898 roku generał-admirał wielki książę Aleksy nieoczekiwanie wybrał projekt autorstwa Amable Lagane’a, nadesłany 26 maja przez francuską stocznię Société Nouvelle des Forges et Chantiers de la Méditerranée (FCM) w Tulonie, która wcześniej wygrała w konkursie na krążownik pancerny („Bajan”). W następstwie decyzji księcia, projekt francuski został zatwierdzony przez MTK 2 czerwca, mimo że nie doszło do szczegółowej oceny technicznej i porównania konkurujących projektów ani analizy ich wad i wymagań technologicznych. Kulisy procesu decyzyjnego nie są znane, ale w opinii historyków o wyborze projektu francuskiego (jak i zamówieniu pancernika w USA) decydowały względy pozamerytoryczne i układy poszczególnych osób odpowiedzialnych za marynarkę na dworze carskim; niewykluczone że też osobiste korzyści różnego rodzaju.
Umowę na budowę pierwszego okrętu ze stocznią FCM, o wartości 30 280 000 franków (11 355 000 rubli), podpisano 8 lipca 1898 roku. Zakładała ona budowę okrętu w 46 miesięcy (dla porównania „Retwizan” – 30 miesięcy) i dostarczenie dokumentacji dla budowy w Rosji. Projekt był wzorowany na francuskim pancerniku „Jauréguiberry”. Stocznie rosyjskie miały zbudować dalsze pancerniki tego typu (z powodu wprowadzonych modyfikacji, określone jako osobny typ Borodino). Stocznia FCM wykonała szczegółową dokumentację projektową do 8 października, po czym następnie trwało jej uzgadnianie ze stroną rosyjską i wprowadzanie zmian. Etap projektowania jednak przedłużał się, także z powodu wymiany korespondencji stoczni z MTK i długotrwałego oczekiwania na odpowiedzi. Car Mikołaj II zaakceptował 21 grudnia 1898 roku dla pancernika nazwę „Cesariewicz” (Цесаревич), noszoną wcześniej przez fregatę żaglową z 1838 roku i parowo-żaglowy okręt liniowy z 1857 roku. Okręt wciągnięto pod tą nazwą na listę floty 11 stycznia 1899 roku, razem z innymi okrętami programu dla potrzeb Dalekiego Wschodu. 17 lutego stocznia rozpoczęła etap budowy okrętu. Stępkę pod budowę „Cesarewicza” położono na pochylni 6?/18 maja 1899 roku. Nadzorującym budowę, a następnie dowódcą okrętu w budowie został Iwan Grigorowicz, a od strony technicznej nadzorującym był młodszy budowniczy okrętów K. Boklewski. Oficjalna uroczystość położenia stępki miała natomiast miejsce dopiero 27 czerwca?/9 lipca 1899, razem z krążownikiem „Bajan”. Przy budowie uczestniczył szereg poddostawców, m.in. kotły wykonywały zakłady Delaunay-Belleville pod Paryżem. Maszyny wykonywane były w Marsylii, a uzbrojenie dostarczył (z opóźnieniem) zamawiający z Zakładów Obuchowskich w Rosji. Wodowanie kadłuba miało miejsce 11?/23 lutego 1900 roku. 29 marca 1901 roku budowany okręt oglądał podczas wizyty w Tulonie prezydent Francji Émile Loubet, przy czym czterech oficerów rosyjskich otrzymało wówczas odznaczenia Legii Honorowej. Budowa się opóźniała z różnych przyczyn, w tym niskiego tempa prac i opóźnień poddostawców. Planowano przystąpić do prób okrętu w sierpniu 1902 roku, ale był daleki od gotowości, w tym dopiero jesienią dostarczono prawoburtową maszynę. Część płyt pancernych (wykonywanych przez pięć zakładów z Francji) nie wytrzymywała próby ostrzału i musiały być wykonywana na nowo. Próby morskie rozpoczęły się 8 lutego 1903 roku. W tym czasie też przybyła pierwsza część załogi. Próby wykazały m.in. konieczność skrócenia o 17,2 m stępek przechyłowych. Prace wykończeniowe i poprawkowe jeszcze trwały, ale z uwagi na pośpiech wywołany sytuacją na Dalekim Wschodzie, 18?/31 sierpnia 1903, po 50 miesiącach budowy, podpisano akt przyjęcia okrętu przez skarb cesarski, mimo niesprawnego uzbrojenia głównego. Zrezygnowano z planowanego rejsu do Rosji i 27 sierpnia, pod flagą kontradmirała A. Wireniusa, okręt wyszedł z Tulonu od razu na Daleki Wschód.

## Dane taktyczno-techniczne

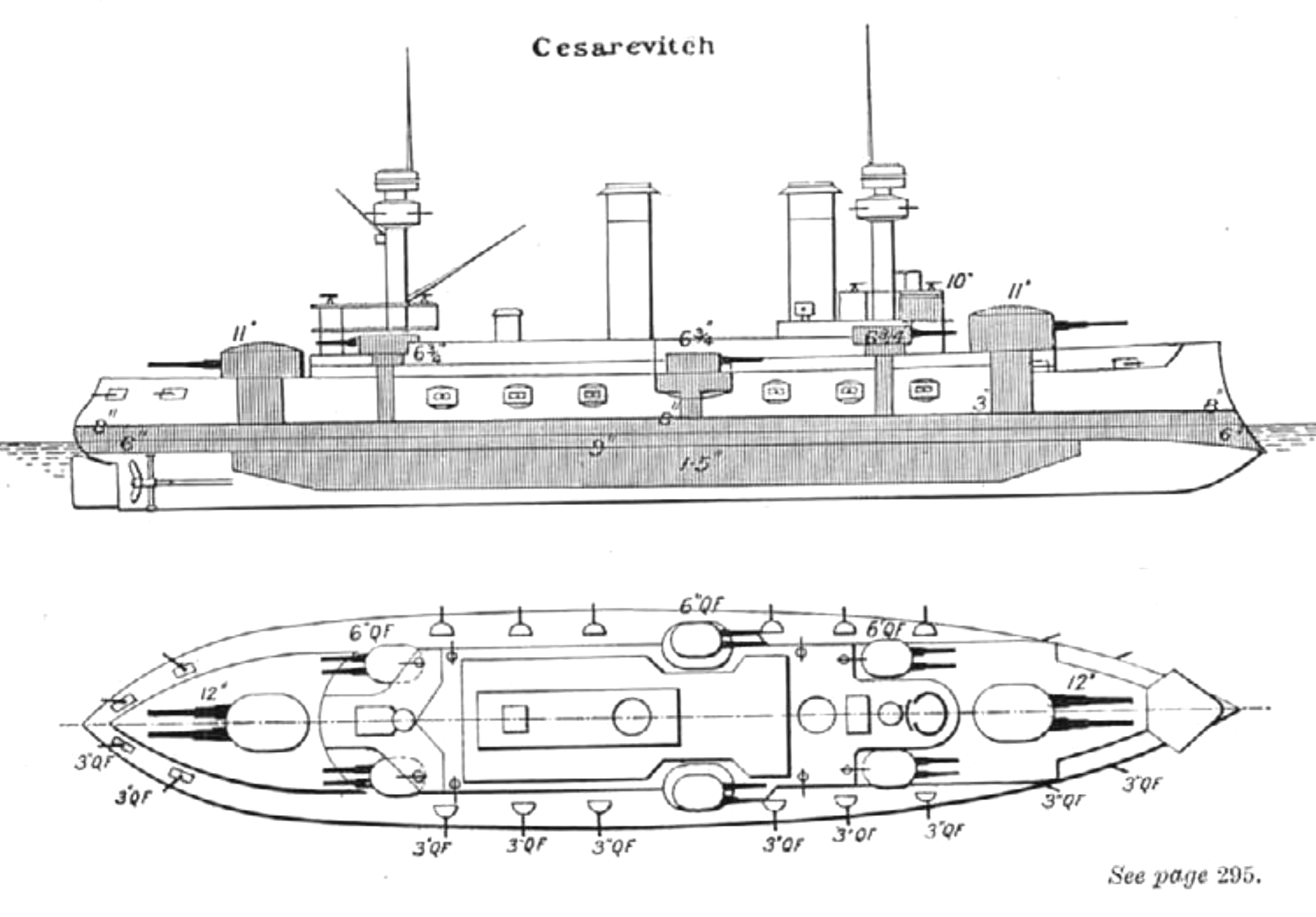
Schemat uzbrojenia i opancerzenia pancernika „Cesariewicz”

Uzbrojenie główne stanowiły 4 działa 305 mm w dwudziałowych wieżach na dziobie i rufie. Mniej typowe było umieszczenie uzbrojenia pomocniczego – 12 dział 152 mm w dwudziałowych wieżach na burtach, zamiast w kazamatach. Pozwalało to uchronić działa od zalewania podczas sztormu i dawało im lepsze kąty ostrzału, zwłaszcza w kierunku dziobu i rufy. Rozwiązanie to, chociaż nowoczesne, w efekcie nie było udane, ponieważ wczesne wieże były jeszcze niedopracowane i ciasne, co zmniejszało szybkostrzelność, ponadto często ich możliwość obrotu blokowała się przy uszkodzeniach wieży, wyłączając z akcji aż dwa działa. Uzbrojenie pomocnicze stanowiły powszechnie stosowane działa 75 mm i 47 mm, aczkolwiek działa tych kalibrów były już mało skuteczne na pancernikach.
Opancerzenie okrętów zapewniało ogólnie dobry stopień ochrony, wykonane było z najmocniejszej wówczas stali pancernej Kruppa. Zaprojektowane zostało według koncepcji Emile Bertina – niezatapialność okrętu miała zapewnić zamknięta cytadela pancerna, pomiędzy dwoma pokładami pancernymi, chroniona po bokach pancernym pasem burtowym i dodatkowymi wewnętrznymi przegrodami wzdłużnymi (nie stosowanymi jeszcze powszechnie).
Opancerzenie burt stanowił główny pas pancerny na linii wodnej (wysokości 1,83 m). Najgrubsza była jego środkowa część – 250 mm, zajmująca większość długości okrętu i chroniąca siłownię, natomiast w kierunku dziobu i rufy pas był cieńszy (dziób – 160 mm, rufa – 170 mm). Nad głównym pasem burtowym był górny pas grubości od 120 do 203 mm i wysokości 1,83 m. Okręt miał dwa wewnętrzne pokłady pancerne: górny, łączący górne krawędzi górnego pasa pancernego, o grubości 50 mm i dolny o grubości 40 mm. Nowością było to, że dolny pokład kończył się po bokach połączeniem ze wzdłużną przegrodą 40 mm, stanowiącą element systemu ochrony przeciw wybuchom podwodnym. Opancerzone były ponadto wieże i barbety artylerii głównej i średniej. Masa pancerza wynosiła 3300 t – ok. 25,6% wyporności.
Nietypową cechą architektury kadłuba, stosowaną na francuskich projektach, były mocno pochylające się do wewnątrz burty, przez co kadłub miał w przekroju poprzecznym gruszkowaty kształt. Zaletą był podniesiony pokład dziobowy, polepszający własności morskie. Charakterystyczne dla szkoły francuskiej były też rozbudowane nadbudówki na śródokręciu. Negatywnie na projekcie odbiło się jednak nieracjonalne dążenie władz rosyjskich do utrzymania jak najmniejszej wyporności projektowej, gdy nowo budowane na świecie pancerniki dochodziły do 15 000 ton.

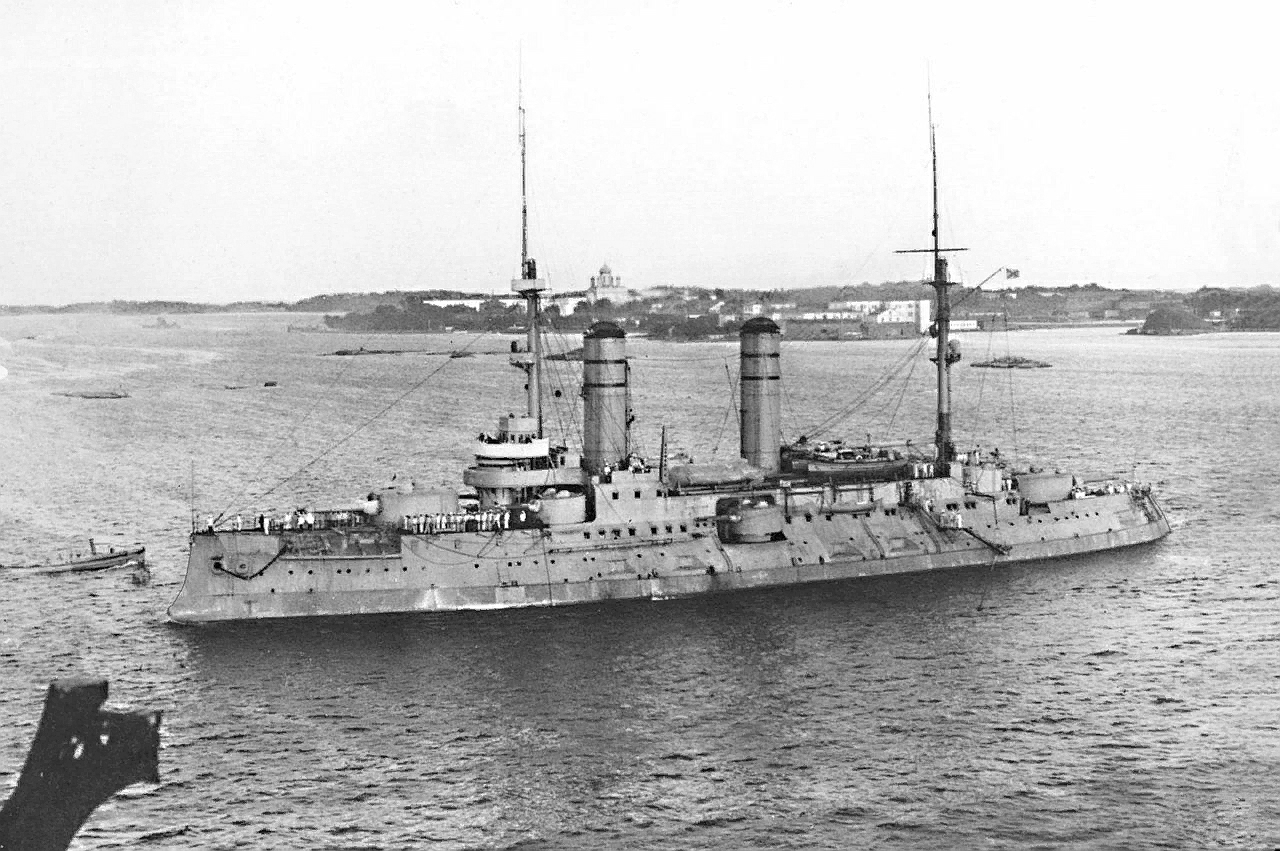
„Cesariewicz” w latach 1914–1917. Widoczny kształt kadłuba

## Ocena
Ogólnie pancernik „Cesariewicz” nie ustępował znacząco innym nowoczesnym konstrukcjom tego okresu, w tym japońskiej „Mikasie”. Jednakże zdaniem niektórych autorów, bardziej racjonalne byłoby oparcie standardowego pancernika na zbudowanym w USA „Retwizanie” lub skonstruowanym w Rosji dla Floty Czarnomorskiej „Potiomkinie”, z zastosowaniem mocniejszych maszyn. Projekty te dysponowały zrównoważonymi charakterystykami i dobrym stopniem ochrony, a możliwy był krótszy czas ich projektowania.

## Służba
W nawiasach daty w kalendarzu juliańskim (w starym stylu).
Wkrótce po wejściu do służby pancernik został skierowany na Daleki Wschód, w skład Eskadry Oceanu Spokojnego, bazującej w Port Artur.
Podczas otwierającego wojnę japońsko-rosyjską nocnego ataku japońskich torpedowców na okręty rosyjskie kotwiczące na zewnętrznej redzie Port Artur, 8/9 lutego (26/27 stycznia) 1904, „Cesariewicz” został trafiony torpedą, po czym musiał być remontowany.

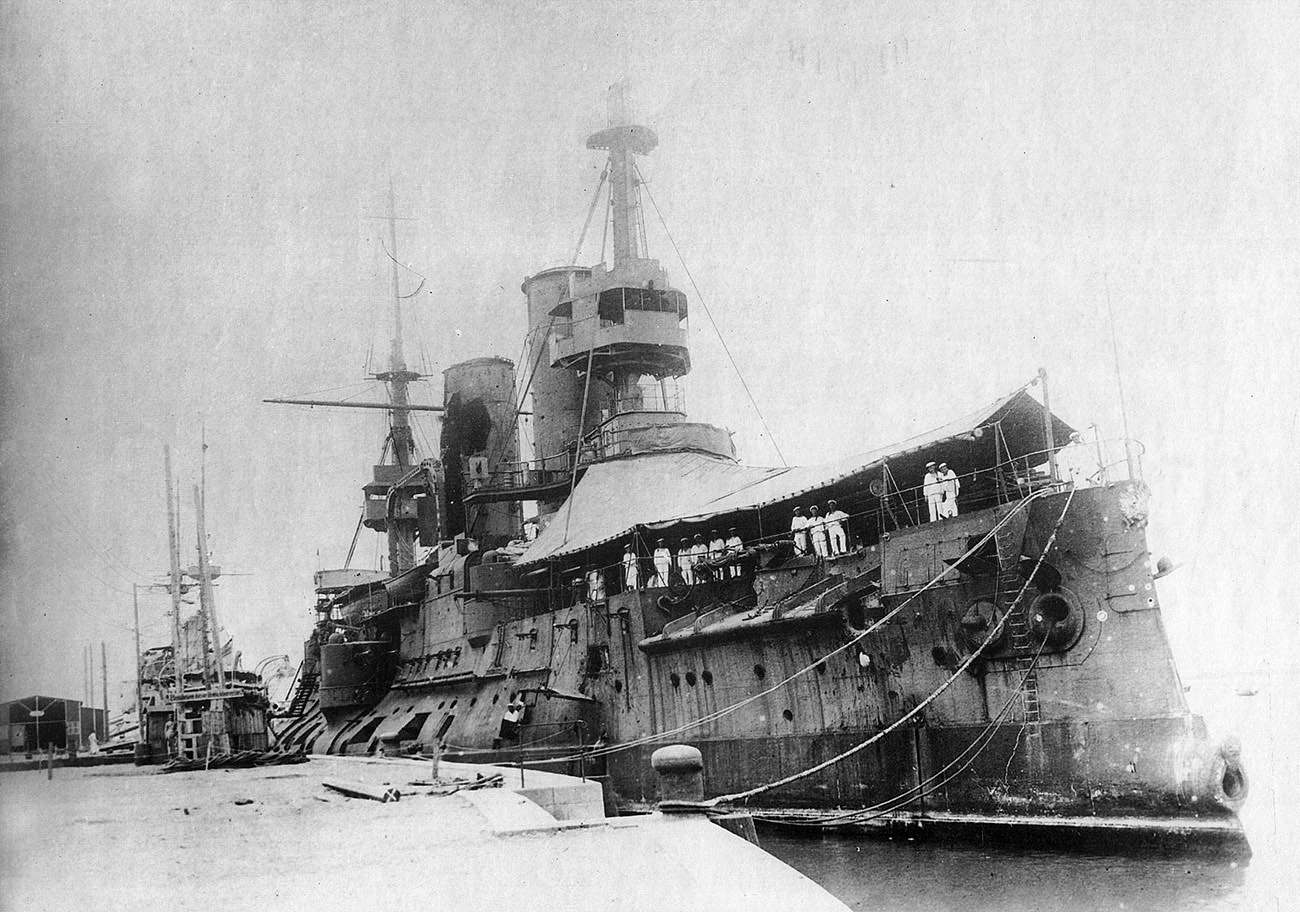
„Cesariewicz” w Qingdao po bitwie na Morzu Żółtym w 1904 – widoczne uszkodzenia, m.in. komina

Po śmierci admirała Makarowa i zatonięciu pancernika „Pietropawłowsk”, „Cesariewicz” stał się flagowym okrętem nowego dowódcy Eskadry Pacyfiku, Wilgielma Witgiefta.
Podczas próby przerwania się z Port Artur, zakończonej bitwą na Morzu Żółtym 28 lipca (10 sierpnia) 1904, „Cesariewicz” był ostrzeliwany przez pancernik „Asahi”, ale ponieważ japońskie granaty detonowały przy pierwszym uderzeniu i nie przebijały pancerzy, okręt został tylko lekko uszkodzony. Jednakże w drugiej fazie bitwy, pod wieczór o 18.40 305 mm granat „Asahi” eksplodował na mostku, zabijając wadm. Witgiefta, dwóch jego oficerów sztabowych, a raniąc dowódcę okrętu, kmdr. Iwanowa. Kilka minut później, drugi granat uszkodził wieżę dowodzenia – zginął sternik i zablokowane zostało urządzenie sterowe. Okręt skręcił w prawo, równocześnie zwalniając i zatrzymując się. Nieoczekiwany manewr spowodował chaos wśród rosyjskich okrętów. Zastępca dowódcy, kontradmirał książę Pawieł Uchtomski, odzyskał w końcu panowanie nad pozostałymi jednostkami i zawrócił z powrotem do Port Artur.
Po odzyskaniu kontroli nad okrętem, załoga skierowała go do niemieckiego portu Qingdao w Chinach, gdzie został internowany do końca wojny (stając się przez to jedynym ocalałym pancernikiem biorącym udział w wojnie z Japonią).
W roku 1906 przybył na Bałtyk, gdzie po remoncie w Petersburgu został wcielony do Floty Bałtyckiej, stanowiąc razem z pancernikiem „Sława” („Слава”) trzon tej floty do czasu wcielenia nowych pancerników. Po wybuchu I wojny światowej uczestniczył w wielu operacjach floty rosyjskiej na Bałtyku przeciwko flocie niemieckiej. 31 marca 1917, po rewolucji lutowej, został przemianowany na „Grażdanin” („Гражданин”, pol. Obywatel). Wziął udział w starciu z niemieckimi pancernikami podczas odpieraniu ataku niemieckiej floty na Wyspy Moonsundzkie (operacja Albion) w październiku 1917. Podczas potyczki 17 października 1917 w cieśninie Muhu (Moon) z niemieckimi pancernikami SMS „König” i SMS „Kronprinz” odniósł uszkodzenia i został skierowany na remont do Helsinek. Wziął udział w „lodowym pochodzie” – zimowej ewakuacji rosyjskiej floty na wschód.
W wyniku rozpadu państwa rosyjskiego stan techniczny okrętu pogarszał się i okręt nie został wcielony do nowo powstającej Czerwonej Floty. Po zakończeniu wojny domowej został w 1925 roku sprzedany na złom.

## Dane techniczne
| rok 1903         | rok 1906         | rok 1910         | rok 1917         |
| ---------------- | ---------------- | ---------------- | ---------------- |
| 4 × 305 mm L/40  | 4 × 305 mm L/40  | 4 × 305 mm L/40  | 4 × 305 mm L/40  |
| 12 × 152 mm L/45 | 12 × 152 mm L/45 | 12 × 152 mm L/45 | 12 × 152 mm L/45 |
| 20 × 75 mm L/50  | 20 × 75 mm L/50  | 12 × 75 mm L/50  | 12 × 75 mm L/50  |
| 20 × 47 mm L/43  |                  |                  | 2 × 47 mm L/43   |
| 2 × 37 mm L/23   |                  |                  |                  |
| 2 ckm 7,62 mm    | 2 ckm 7,62 mm    | 2 ckm 7,62 mm    | 10 ckm 7,62 mm   |
| 4 w. torp 381 mm | 4 w. torp 381 mm | 4 w. torp 381 mm | 4 w. torp 381 mm |